# Ploceus xanthopterus
Ploceus xanthopterus là một loài chim trong họ Ploceidae.